# Sybistroma
Sybistroma är ett släkte av tvåvingar. Sybistroma ingår i familjen styltflugor.

## Dottertaxa tillSybistroma, i alfabetisk ordning[1][2]
- Sybistroma acutatus
- Sybistroma apicicrassus
- Sybistroma apicilaris
- Sybistroma biaristatus
- Sybistroma biniger
- Sybistroma binodicornis
- Sybistroma bogoria
- Sybistroma brevidigitatus
- Sybistroma clarus
- Sybistroma compressus
- Sybistroma crinicauda
- Sybistroma crinipes
- Sybistroma curvatus
- Sybistroma digitiformis
- Sybistroma discipes
- Sybistroma dorsalis
- Sybistroma dufourii
- Sybistroma emeishanus
- Sybistroma eucerus
- Sybistroma fanjingshanus
- Sybistroma flavus
- Sybistroma golanicus
- Sybistroma henanus
- Sybistroma impar
- Sybistroma incisus
- Sybistroma inornatus
- Sybistroma israelensis
- Sybistroma lenkoranicum
- Sybistroma longaristatus
- Sybistroma longidigitatus
- Sybistroma lorifer
- Sybistroma luteicornis
- Sybistroma maerens
- Sybistroma miricornis
- Sybistroma neixianganus
- Sybistroma nodicornis
- Sybistroma obscurellum
- Sybistroma obscurellus
- Sybistroma qinlingensis
- Sybistroma sciophilus
- Sybistroma setosa
- Sybistroma sheni
- Sybistroma sichuanensis
- Sybistroma sinaiensis
- Sybistroma songshanensis
- Sybistroma spectabilis
- Sybistroma sphenopterus
- Sybistroma transcaucasicus
- Sybistroma yunnanensis